# Сейшельско-японские отношения
Сейшельско-японские отношения — двусторонние дипломатические отношения между Японией и Сейшельскими Островами.

## История
29 июня 1976 года Сейшельские острова обрели независимость от Великобритании. В тот же день Япония официально признала независимость этого государства. Некоторое время роль посольства Японии на Сейшелах была закреплена за посольством Японии в Найроби, а посольство Сейшел находилось в Куала-Лумпуре, одновременно отвечая за отношения и с Малайзией, и с Японией. Однако в октябре 2003 года посольство Сейшельских островов в Малайзии было закрыто по финансовым причинам, и Сейшельские острова временно не имели дипломатического представительства в Японии.
Дипломатический вакуум был заполнен в мае 2007 года с открытием посольства Сейшельских островов в Пекине, Китай, которое стало параллельно обслуживать Японию. Затем, в марте 2009 года, в Токио было открыто Почётное генеральное консульство Сейшельских островов в Японии, что окончательно утвердило прямую дипломатическую миссию Сейшельских островов в Японии. Посольство Японии на Сейшельских островах появилось только в январе 2019 года в Виктории.
11 марта 2011 года в Японии произошло крупное землетрясение. Третий президент Сейшельских островов Джеймс Мишель направил Японии послание с соболезнованиями.

## Дипломатия

### Двусторонние отношения
Сейшельские острова являются одной из наиболее высокоразвитых стран в Африке, имеют второе место по ИЧР на континенте, в стране построена стабильная демократия и развивающаяся экономика. Благодаря этому, у Сейшел сохраняются хорошие взаимоотношения с Японией, которая так же является высокоразвитой демократической страной.
С 2020 года Япония является наблюдателем в Комиссии Индийского океана, куда так же входят Сейшельские острова.

### Визиты японских чиновников на Сейшелы
Премьер-министр или государственный министр Японии ещё не посещал Сейшельские острова. В 2015 году острова посетил заместитель министра иностранных дел Минору Ёнаи, в ходе визита обсуждались вопросы экономической помощи Сейшельским островам и сотрудничества в области возобновляемой энергетики; в 2018 году страну посетил заместитель министра иностранных дел Масахиса Сато, чтобы обсудить сотрудничество в области безопасности между Японией и Сейшельскими островами на основе "Свободной и открытой Индо-Тихоокеанской стратегии".

### Визиты сейшельских чиновников в Японию
В марте 2009 года президент Сейшельских островов Джеймс Мишель посетил Японию. Он встретился с императором Японии, провел встречу с Таро Асо и принял участие в церемонии открытия почетного генерального консульства Сейшельских островов в Токио. Мишель также вновь посетил Японию в июне 2013 года для участия в Африканской конференции по развитию, где провел встречу с Синдзо Абэ.
В декабре 2018 года вице-президент и министр иностранных дел Сейшельских островов Винсент Меритон посетил Японию. Он провел встречу с Таро Коно, чтобы укрепить дружеские отношения.
В августе 2019 года Дэнни Фор, четвёртый президент Сейшельских островов, посетил Японию для участия в Африканской конференции по развитию. Во время его встречи с Синдзо Абэ была подтверждена важность свободы судоходства в западной части Индийского океана и обсуждено партнёрство в области безопасности.

## Экономика
В 2019 году объём торговли Японии с Сейшельскими островами составил 1,28 млрд японских йен в экспорте и 8,24 млрд японских йен в импорте. Это объясняется тем, что основной отраслью экономики Сейшельских островов, после туризма, является рыболовство тунца и креветок, популярных в Японии, которые экспортируются в Японию после обработки. С другой стороны, основная статья экспорта Японии на Сейшельские острова - автомобили.
Японская помощь Сейшельским островам в основном связана с рыбной промышленностью, поскольку страна экспортирует морепродукты в Японию. Основной грантовой помощью стала "Программа развития малых рыболовных хозяйств острова Маэ (1,086 млрд иен)" в июне 2008 года, а затем "Вторая программа развития малых рыболовных хозяйств острова Маэ (1,46 млрд иен)" в 2016 году, которая стала продолжением первой программы. Япония также является основным донором Сейшельских островов после Европейского союза и Объединённых Арабских Эмиратов.
Несмотря на то что Сейшельские острова имеют один из самых высоких доходов на душу населения в Африке и в январе 2018 года были исключены из списка стран, которые должны получать экономическую помощь от ОЭСР, составленного Комитетом содействия развитию, страна имеет уязвимости, характерные только для малых островных государств, и признана нуждающейся в экономической и социальной поддержке. Япония заявила о своем намерении продолжать оказывать помощь.

## Культура
В рамках безвозмездной культурной помощи в XX веке Япония предоставила Сейшельским островам миллионы товаров, таких как аудиовизуальное оборудование, музыкальные инструменты, полиграфическое оборудование, оборудование для телевещания.
Во время Олимпийских и Паралимпийских игр 2020 года в Токио поселок Ая в префектуре Миядзаки стал принимающим городом для делегации Сейшельских островов, и заранее были проведены спортивные и образовательные обмены.